# 順龍控股
順龍控股有限公司 （港交所：0361），在1988年由朱振民兄弟創立，主要生產高爾夫球具及球頭產品。是在2000年12月20日在香港交易所主板上市。主要生產基地增城、山東、東莞等地區廠房。

## 內幕交易案
2004年，公司前財務經理熊麗美，公司得知美國主要客戶Huffy Corporation已申請破產時，她知道消息之時，先後出售共18萬股順龍股份4次，那時是2004年12月1、3、15及31日。而證監會作出檢控，而在2008年7月中，為提高香港國際金融中心聲譽，故在東區裁判法院引入證券及期貨條例檢控熊麗美，並承認4項控罪，須罰款28萬4千港元，及被判入獄6個月及緩刑2年。

## 網站
- 順龍控股 （页面存档备份，存于）
- 順龍財務經理熊麗美被判入獄6個月 新浪網 （页面存档备份，存于）
- 首次根據《證券及期貨條例》判定內幕交易罪成 證監會 （页面存档备份，存于）